# Ribchester
Ribchester è un villaggio nel Lancashire (Inghilterra), che si trova vicino alle città di Blackburn e Preston, sulle rive del fiume Ribble. 

## Bremetenacum

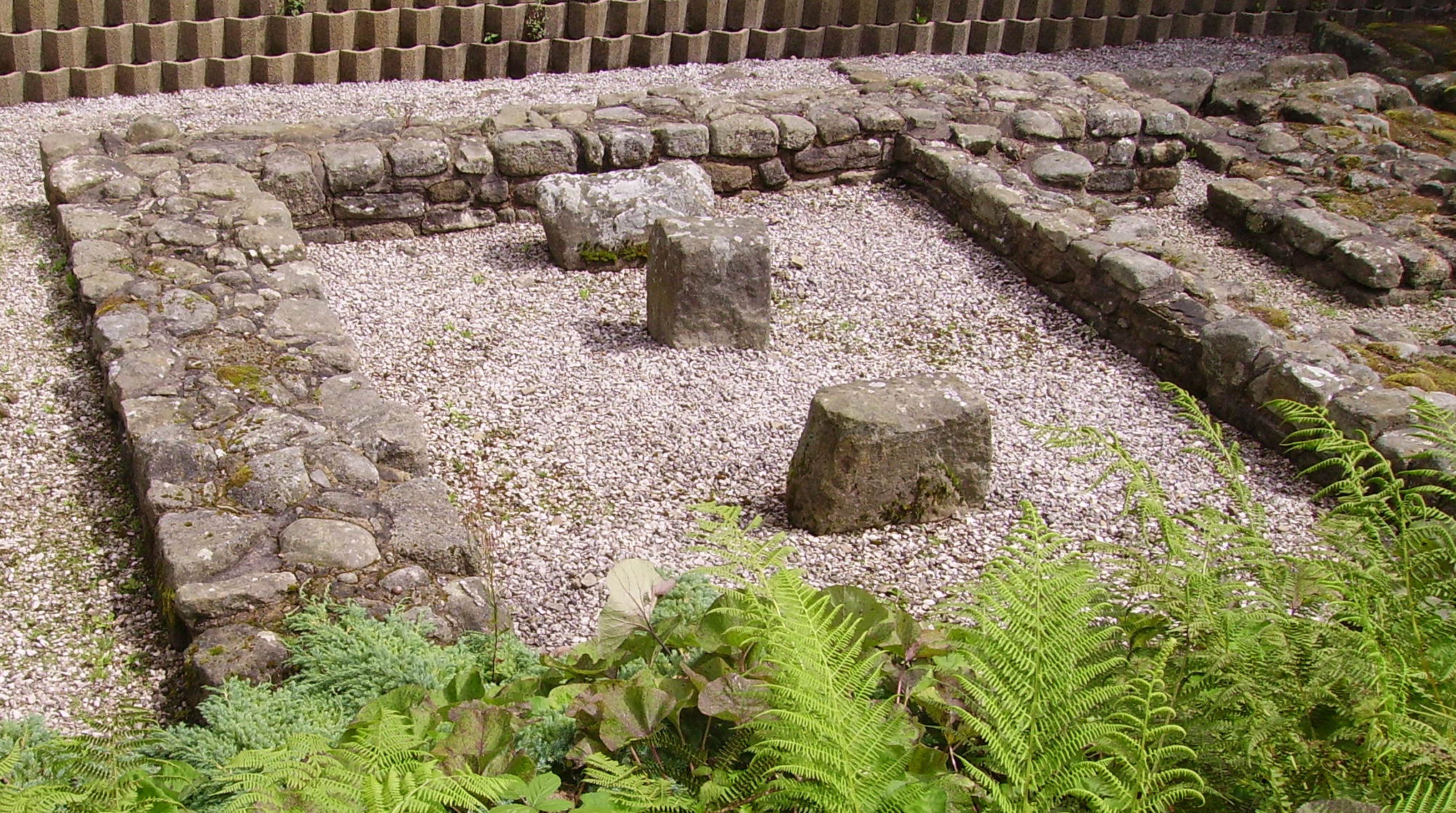
Rovine romane

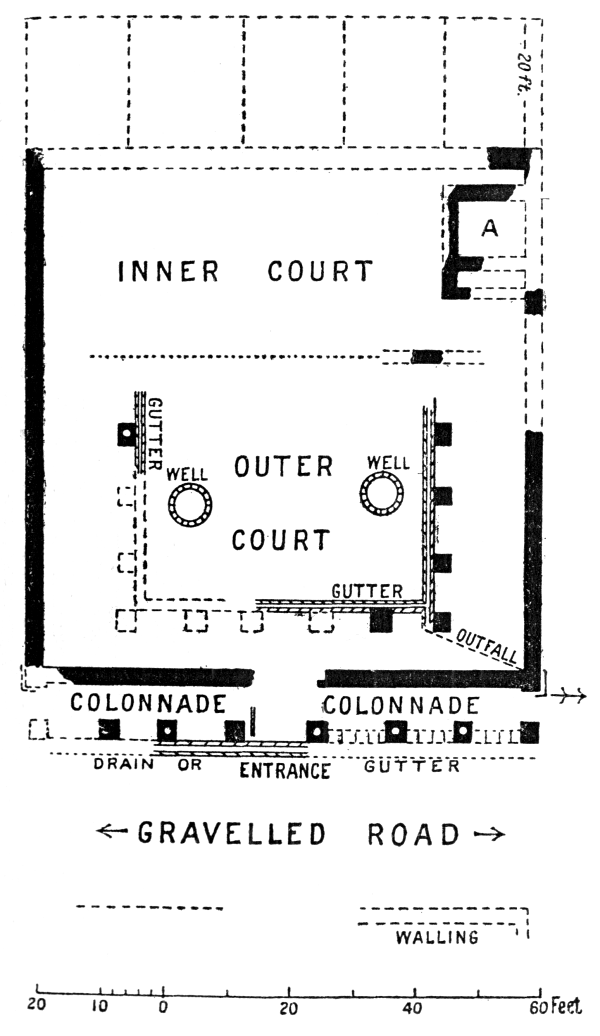
Pianta dell'accampamento militare romano

Al tempo della dominazione romana il villaggio, chiamato Bremetenacum Veteranorum, ospitò un castrum, i cui resti sono ancora visibili.

## Storia
Tra il XVIII e il XIX secolo l'economia del villaggio dipendeva dalla produzione del cotone. Attualmente funge da dormitorio per le città di Preston, Blackburn e Longridge.